# Мітчелл Шауер
Мітчелл Лі Шауер (англ. Mitchell Lee Schauer; 18 грудня 1955, Погаска, штат Оклахома) — американський професіонал в галузі анімації. Ймовірно, найбільш відомий як творець мультфільму «Злюки Бобри».

## Біографія
Мітчелл народився в сільській місцевості Оклахоми і мав важке дитинство. Після його дев'ятого дня народження, його батьки загинули в автокатастрофі. Шауера віддали в прийомну сім'ю з міста Талса, штат Оклахома, але він був незадоволений цим. Через кілька тижнів після того, як він оселився в будинку нової сім'ї, Мітчелл втік. Його прийняли у банду бродяг, які спочатку ставились до нього із побоюваннями, але врешті-решт прийняли його, як свого рідного.
Шауер проявляв інтерес до мистецтва ще з дитинства. Він почав розмальовувати шматки картону, щоб скоротати час. Він використовував натуральні фарби, зроблені з декількох видів квітів. Анімація особливо привернула його увагу, і він почав змальовувати те, що він бачив, коли жив на вулиці. Незважаючи на те, що був бездомним, Шауер постійно розглядав освіту як засіб для подальшого проживання і прикладав зусилля, щоб регулярно відвідувати школу.
Він працював арт-агентом в Талсі в віці 17 років. Звідти він перейшов до художньої школи, і в кінцевому підсумку зробив кар'єру в Лос-Анджелесі, де він відтоді працював майже в кожній студії анімації.

## Молодість
Мітчелл Шауер закінчив старшу школу Вебстера в місті Талса, штат Оклахома в 1974 році.
Він навчався в Tulsa Junior College, потім навчався за програмою анімації персонажів Діснея в Каліфорнійському інституті мистецтв (1976—1977). Він закінчив коледж дизайну зі ступенем BFA в рекламі і ілюстрації в 1980 році.

## Кар'єра в мистецтві
Крім роботи в анімаційних студіях, Шауер також був книжковим ілюстратором, включаючи комікси (DNAgents, Jonny Quest) дитячі книги, такі як Pogman.
Він був автором та ілюстратором свого власного графічного роману.
Починаючи як художник-оформлювач анімації, згодом Шауер стає позаштатним художником розкадровки. Мітчелл працював практично в усіх анімаційних студіях в галузі. Вперше в ролі продюсера його призначили на фільм «13 привидів Скубі-Ду», і це призвело до нагородження Шауера премією Еммі в 1995 році. У 1997 році він створив «Злюки Бобри» для телеканалу Nickelodeon.
Сім'я:
- Дружина Сінді Шауер (1978)
- Діти Стейсі (1980), Челсі (1982), Роберт (1986)